# Skanner (mottagare)

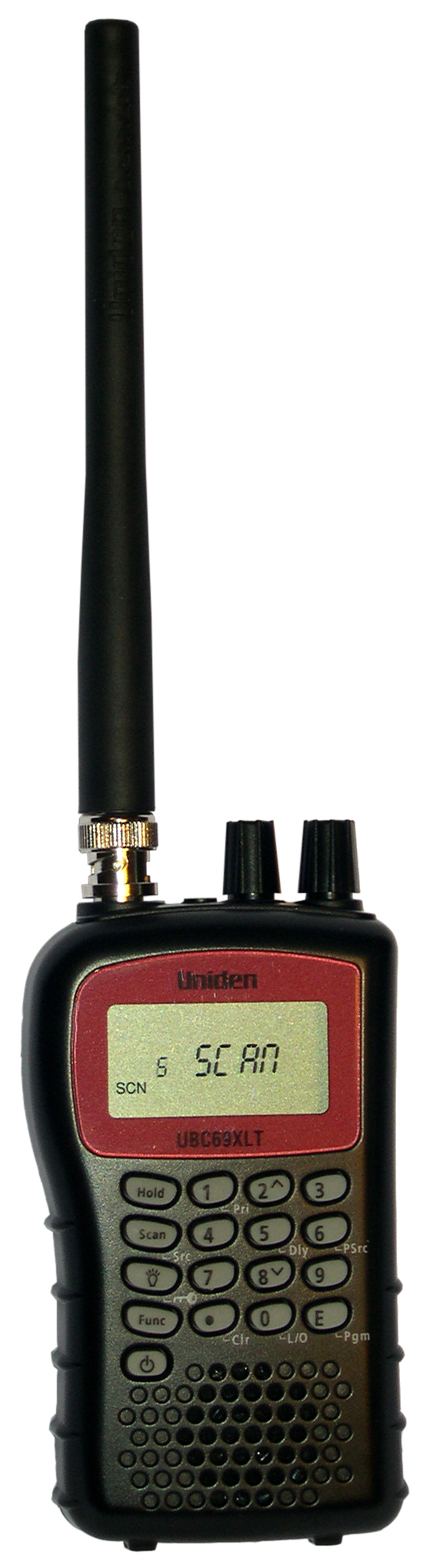
Radioskanner.

En skanner är en radiomottagare som automatiskt kan söka av olika frekvensband. Frekvensbanden kan man i allmänhet själv programmera in. Man kan även spara specifika frekvenser i minnesbanker och skanna enbart på dessa.
Polisen, räddningstjänsten och ambulansen använder RAKEL-nätet för sin kommunikation och den trafiken går inte att avlyssna med en skanner. Det man kan få in på en skanner är avlägsna radiostationer som sänder musik, radioamatörer, åkare, jägarradio och fartygstrafik.
Trafiken på vissa frekvensband är konfidentiell. Man får inte berätta vad man hört på dessa eller utnyttja informationen, om trafiken inte var riktad till en själv eller allmänheten. Beroende på jurisdiktion kan det också vara förbjudet att lyssna på en del frekvenser eller att avkoda krypterad trafik.